# Helicteres ovata
Helicteres ovata är en malvaväxtart som beskrevs av Jean-Baptiste de Lamarck. Helicteres ovata ingår i släktet Helicteres och familjen malvaväxter. Inga underarter finns listade i Catalogue of Life.